# Lockheed WC-130
El Lockheed WC-130 Weatherbird es un avión de ala alta y de medio alcance utilizado en misiones de reconocimiento del clima. Se trata de la modificación de un avión de transporte C-130 para la penetración en las tormentas tropicales, huracanes y otras tormentas con el fin de obtener datos sobre el movimiento, el tamaño y la intensidad de esta. El WC-130 es utilizado por el Escuadrón 53.º de Reconocimiento del Clima de la Fuerza Aérea de los Estados Unidos.

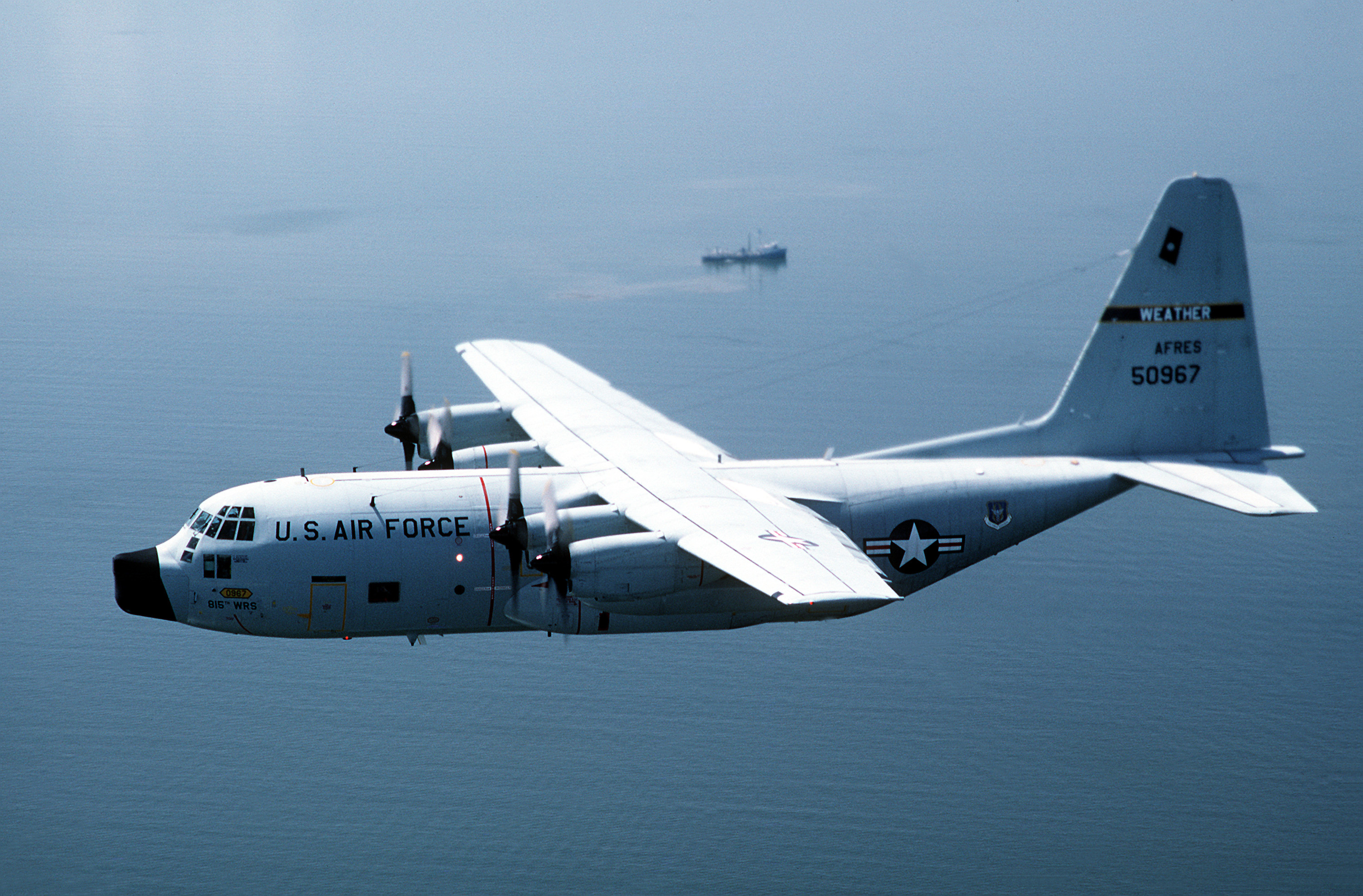
Un WC-130 Hercules.

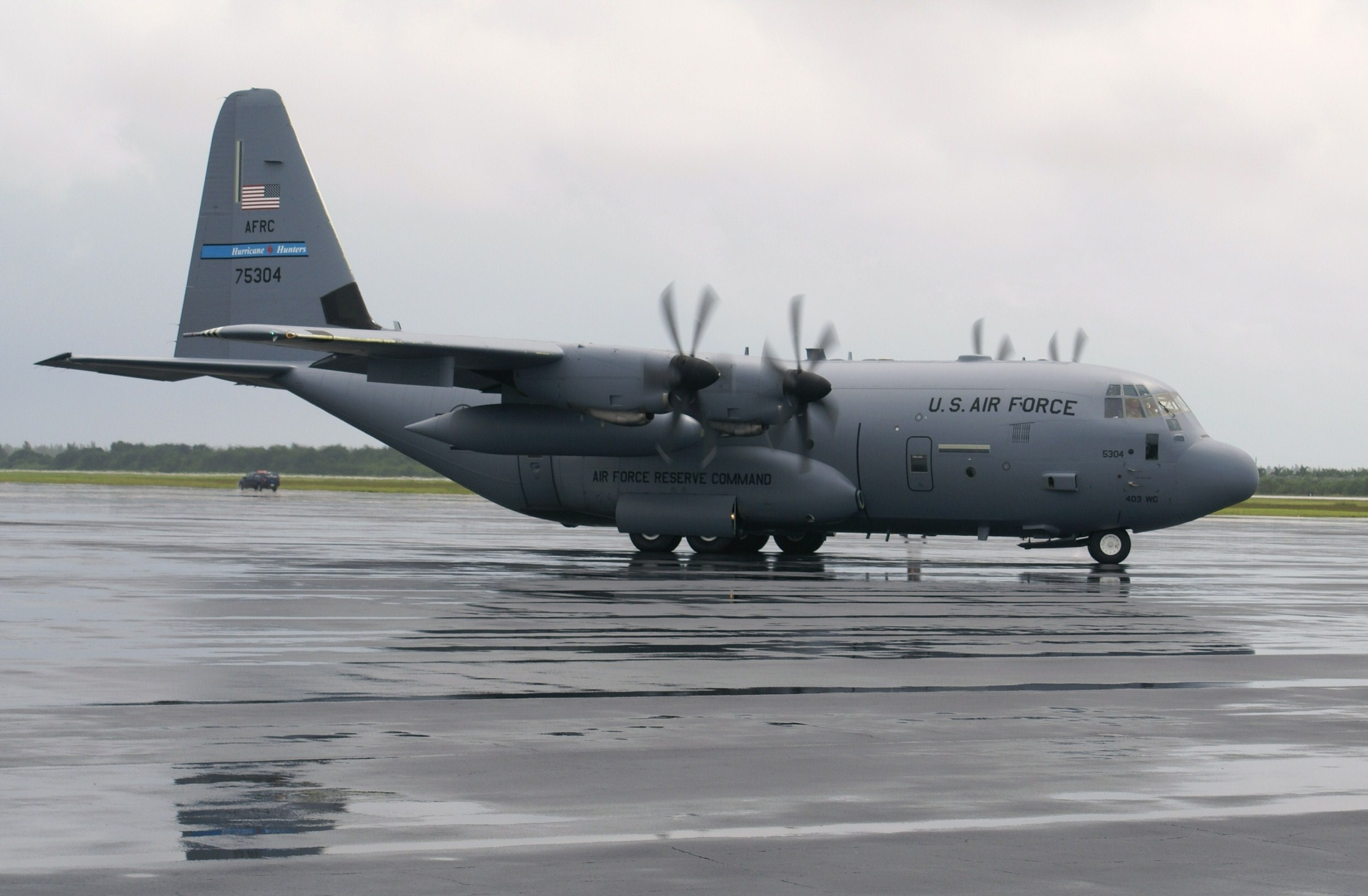
Un WC-130J Hercules en la Base Keesler de la Fuerza Aérea de los Estados Unidos.

## Especificaciones (WC-130J)

### Características generales
- Tripulación: 5
- Longitud: 29,3 m
- Envergadura: 39,7 m
- Altura: 11,9 m
- Peso máximo al despegue: 69.750 kg
- Planta motriz: 4× turbohélices Rolls-Royce AE 2100D3.
  - Potencia: 4.700 Cv 3.505 kW cada uno.
- Hélices: 6× Dowty R391 por motor.

### Rendimiento
- Velocidad máxima operativa (Vno): 671 km/h (417 MPH; 362 kt) (Mach 0,59) a 6.705 m de altitud
- Alcance: 6852 km (3700 nmi; 4258 mi)
- Techo de vuelo: 8534 m (28 000 ft) con 19.050 kg cargados

### Desarrollos relacionados
- Lockheed C-130 Hercules
- Lockheed Martin C-130J Super Hercules

### Aeronaves similares
- WP-3D Orion